# The First Solo Tour
The First Solo Tour è stata un tournée del chitarrista e cantautore britannico Mark Knopfler, che ebbe luogo dal 24 aprile 1996 al 4 agosto 1996.

## Formazione
- Mark Knopfler – voce e chitarra
- Richard Bennett – chitarra e bouzouki
- Glenn Worf – basso e contrabbasso
- Guy Fletcher – tastiere e chitarra
- Jim Cox – tastiere e fisarmonica
- Chad Cromwell – batteria

## Concerti
Isole britanniche
1. 24 aprile 1996 – Leisureland, Galway,  Irlanda
2. 25 aprile 1996 – City Hall, Cork,  Irlanda
3. 26 aprile 1996 – The Point, Dublino,  Irlanda
4. 29 aprile 1996 – Ulster Hall, Belfast,  Regno Unito
5. 30 aprile 1996 – Ulster Hall, Belfast,  Regno Unito
6. 3 maggio 1996 – Capitol Theatre, Aberdeen,  Regno Unito
7. 4 maggio 1996 – Caird Hall, Dundee,  Regno Unito
8. 5 maggio 1996 – Usher Hall, Edimburgo,  Regno Unito
9. 6 maggio 1996 – Royal Concert Hall, Glasgow,  Regno Unito
10. 7 maggio 1996 – City Hall, Newcastle,  Regno Unito
11. 8 maggio 1996 – City Hall, Newcastle,  Regno Unito
12. 9 maggio 1996 – Town & Country Club, Leeds,  Regno Unito
13. 10 maggio 1996 – Apollo, Manchester,  Regno Unito
14. 11 maggio 1996 – Apollo, Manchester,  Regno Unito
15. 12 maggio 1996 – Empire, Liverpool,  Regno Unito
16. 13 maggio 1996 – Royal Concert Hall, Nottingham,  Regno Unito
17. 14 maggio 1996 – Civic Hall, Wolverhampton,  Regno Unito
18. 15 maggio 1996 – Corn Exchange, Cambridge,  Regno Unito
19. 17 maggio 1996 – International Centre, Bournemouth,  Regno Unito
20. 18 maggio 1996 – International Arena, Cardiff,  Regno Unito
21. 19 maggio 1996 – Colston Hall, Bristol,  Regno Unito (scaletta 2)
22. 20 maggio 1996 – Civic Hall, Guildford,  Regno Unito
23. 22 maggio 1996 – Royal Albert Hall, Londra,  Regno Unito
24. 23 maggio 1996 – Royal Albert Hall, Londra,  Regno Unito (scaletta 3)
25. 24 maggio 1996 – Royal Albert Hall, Londra,  Regno Unito
26. 25 maggio 1996 – Shepherd's Bush Empire, Londra,  Regno Unito (scaletta 4)
27. 26 maggio 1996 – Shepherd's Bush Empire, Londra,  Regno Unito

Europa continentale
1. 28 maggio 1996 – Flanders Expo, Gand,  Belgio
2. 29 maggio 1996 – Forest National, Bruxelles,  Belgio
3. 30 maggio 1996 – Rodahal, Kerkrade,  Paesi Bassi
4. 31 maggio 1996 – Rijnhal, Arnhem,  Paesi Bassi
5. 1º giugno 1996 – The Ahoy, Rotterdam,  Paesi Bassi
6. 2 giugno 1996 – The Ahoy, Rotterdam,  Paesi Bassi
7. 6 giugno 1996 – Martinihal, Groninga,  Paesi Bassi
8. 7 giugno 1996 – Music Hall, Hannover,  Germania
9. 8 giugno 1996 – Parco civico, Amburgo,  Germania (scaletta 5)
10. 9 giugno 1996 – Parco civico, Amburgo,  Germania
11. 10 giugno 1996 – The Forum, Copenaghen,  Danimarca (scaletta 6)
12. 11 giugno 1996 – Spektrum, Oslo,  Norvegia
13. 12 giugno 1996 – Globe Arena, Stoccolma,  Svezia (scaletta 7)
14. 14 giugno 1996 – Tempodrom, Berlino,  Germania
15. 15 giugno 1996 – Tempodrom, Berlino,  Germania
16. 16 giugno 1996 – Tempodrom, Berlino,  Germania
17. 17 giugno 1996 – Freilichtbühne, Dresda,  Germania
18. 18 giugno 1996 – Palazzo della cultura, Praga,  Rep. Ceca
19. 19 giugno 1996 – Palazzo della cultura, Praga,  Rep. Ceca
20. 20 giugno 1996 – Vystavna Hala, Bratislava,  Slovacchia
21. 21 giugno 1996 – Petofi Csarnok, Budapest,  Ungheria
22. 22 giugno 1996 – Festivalgelände, Wiesen,  Austria
23. 23 giugno 1996 – Palazzetto dello sport, Linz,  Austria
24. 24 giugno 1996 – Circus Krone, Monaco di Baviera,  Germania
25. 25 giugno 1996 – Circus Krone, Monaco di Baviera,  Germania
26. 26 giugno 1996 – Circus Krone, Monaco di Baviera,  Germania
27. 27 giugno 1996 – Stadthalle, Fürth,  Germania
28. 28 giugno 1996 – Alte Oper, Francoforte sul Meno,  Germania
29. 29 giugno 1996 – Alte Oper, Francoforte sul Meno,  Germania
30. 1º luglio 1996 – Palazzetto dello sport, Colonia,  Germania
31. 2 luglio 1996 – Seidensticker-Halle, Bielefeld,  Germania
32. 3 luglio 1996 – Mozartsaal Rosengarten, Mannheim,  Germania
33. 4 luglio 1996 – Freilichtbühne Killesberg, Stoccarda,  Germania
34. 5 luglio 1996 – Stadthalle, Friburgo,  Germania
35. 6 luglio 1996 – Festhalle, Berna,  Svizzera
36. 8 luglio 1996 – Le Summum, Grenoble,  Francia
37. 9 luglio 1996 – Théatre de Fourvière, Lione,  Francia
38. 10 luglio 1996 – Théatre de Fourvière, Lione,  Francia
39. 11 luglio 1996 – Zénith, Parigi,  Francia
40. 12 luglio 1996 – Zénith, Parigi,  Francia
41. 13 luglio 1996 – Olympia, Parigi,  Francia
42. 16 luglio 1996 – Zénith, Caen,  Francia
43. 18 luglio 1996 – Les Arènes, Dax,  Francia
44. 19 luglio 1996 – Palazzetto dello sport, Saragozza,  Spagna
45. 20 luglio 1996 – Monumental de Bilbao, Bilbao,  Spagna
46. 21 luglio 1996 – Palazzetto dello sport, Gijón,  Spagna
47. 22 luglio 1996 – Coliseum, La Coruña,  Spagna (scaletta 8)
48. 23 luglio 1996 – Coliseum, Oporto,  Portogallo
49. 24 luglio 1996 – Monumental de Cascais, Lisbona,  Portogallo
50. 26 luglio 1996 – Plaza de toros de Las Ventas, Madrid,  Spagna
51. 29 luglio 1996 – Plaza de toros, Logroño,  Spagna
52. 30 luglio 1996 – Plaza de toros monumental, Barcellona,  Spagna
53. 31 luglio 1996 – Plaza de toros monumental, Barcellona,  Spagna
54. 1º agosto 1996 – Les Arènes, Béziers,  Francia
55. 2 agosto 1996 – Théatre Antique, Vaison-la-Romaine,  Francia (interrotto per maltempo dopo tre brani)
56. 3 agosto 1996 – Théatre Antique, Vaison-la-Romaine,  Francia
57. 4 agosto 1996 – La Pinède, Antibes,  Francia

## Scalette
- Scaletta 1: Darling Pretty, Walk of Life, Imelda, Father and Son, Golden Heart, Rüdiger, Cannibals, Je Suis Désolé, Last Exit to Brooklyn, Romeo and Juliet, Sultans of Swing, Done with Bonaparte, A Night in Summer Long Ago, Brothers in Arms, Money for Nothing, Going Home: Theme of the Local Hero, Are We in Trouble Now, Gravy Train

- Scaletta 2: Darling Pretty, Walk of Life, Imelda, Father and Son, Golden Heart, Rüdiger, Cannibals, Je Suis Désolé, Last Exit to Brooklyn, Romeo and Juliet, Sultans of Swing, Done with Bonaparte, A Night in Summer Long Ago, Brothers in Arms, Money for Nothing, Going Home: Theme of the Local Hero

- Scaletta 3: Darling Pretty, Walk of Life, Imelda, The Bug, Je Suis Désolé, Calling Elvis, Last Exit to Brooklyn, Romeo and Juliet, Sultans of Swing, Done with Bonaparte, Telegraph Road, Brothers in Arms, Money for Nothing

- Scaletta 4: Darling Pretty, Walk of Life, Imelda, The Bug, Rüdiger, Je Suis Désolé, Calling Elvis, I'm the Fool, Romeo and Juliet, Sultans of Swing, Done with Bonaparte, Golden Heart, Vic and Ray, No Can Do, Cannibals, Telegraph Road, Brothers in Arms, Money for Nothing, The Long Highway, Going Home: Theme of the Local Hero

- Scaletta 5: Darling Pretty, Walk of Life, Imelda, The Bug, Rüdiger, Je Suis Désolé, Calling Elvis, I'm the Fool, Romeo and Juliet, Sultans of Swing, Done With Bonaparte, Golden Heart, Cannibals, Telegraph Road, Brothers in Arms, Money for Nothing, The Long Highway, Going Home: Theme of the Local Hero

- Scaletta 6: Darling Pretty, Walk of Life, Imelda, The Bug, Rüdiger, Je Suis Désolé, Calling Elvis, I'm the Fool, Last Exit to Brooklyn, Romeo and Juliet, Sultans of Swing, Done with Bonaparte, Father and Son, Golden Heart, Cannibals, Telegraph Road, Brothers in Arms, Money for Nothing, The Long Highway, Going Home: Theme of the Local Hero

- Scaletta 7: Darling Pretty, Walk of Life, Imelda, The Bug, Romeo and Juliet, Je Suis Désolé, Sultans of Swing, Golden Heart, Rüdiger, Done with Bonaparte, Cannibals, Telegraph Road, Money for Nothing, Brothers in Arms, Going Home: Theme of the Local Hero

- Scaletta 8: Darling Pretty, Walk of Life, Imelda, The Bug, Rüdiger, Je Suis Désolé, Calling Elvis, I'm the Fool, Last Exit to Brooklyn, Romeo and Juliet, Sultans of Swing, Done With Bonaparte, Father and Son, Golden Heart, Water of Love, Cannibals, Telegraph Road, Brothers in Arms, Money for Nothing, The Long Highway, Going Home: Theme of the Local Hero